# Quero (Italië)
Quero is een voormalige gemeente in de Italiaanse provincie Belluno (regio Veneto) en telde 2550 inwoners (31-12-2012). De oppervlakte bedraagt 28,3 km², de bevolkingsdichtheid is 87 inwoners per km². Op 28 december 2013 is de gemeente gefuseerd met Vas tot de nieuwe gemeente Quero Vas.

## Demografie
Quero telt ongeveer 931 huishoudens. Het aantal inwoners steeg in de periode 1991-2001 met 10,0% volgens cijfers uit de tienjaarlijkse volkstellingen van ISTAT.
| Jaar | Inwoneraantal |
| ---- | ------------- |
| 1991 | 2101          |
| 2001 | 2312          |

## Geografie
Quero grenst aan de volgende gemeenten: Alano di Piave, Feltre, Segusino (TV), en Seren del Grappa.